# 桂永浩
桂永浩（1958年10月—），生于上海，中国儿科学专家。1982年毕业于上海医科大学医学系。曾任复旦大学常务副校长、复旦大学上海医学院院长。